# J.M. Dawson
J.M. Dawson is een stripfiguur die voorkomt in de stripboekenserie Kuifje. Dawson is een racistische slechterik met een smal gezicht, een klein rond brilletje, een opvallende haarscheiding midden op zijn hoofd en een klein snorretje. Tevens is hij pijproker en grijnst hij opvallend vaak.

## J.M. Dawson in de stripreeks
Kuifje krijgt voor het eerst met Dawson te maken in het album De Blauwe Lotus uit 1936, waar hij politiecommissaris is van de Internationale Concessie van Shanghai. In samenwerking met een andere racist, Gibbons, probeert Dawson tevergeefs Kuifje, die het in zijn ogen voor "achterlijke spleetogen" opneemt, te arresteren.
In het latere album Cokes in voorraad speelt Dawson een kleine bijrol. Hij is dan inmiddels weg uit China en wapenhandelaar geworden, gespecialiseerd in de aan- en verkoop van verouderd oorlogsmateriaal. Hij verkoopt onder andere vliegtuigen aan generaal Alcazar die de macht van rivaal Tapioca wil overnemen, en aan sjeik Bab El Ehr die emir Mohammed Ben Kalisj Ezab van de troon wil stoten.